# Eo ipso
Eo ipso (з лат., дослівно — В силу (самої) речі, варіанти — Цим самим, Внаслідок цього, На підставі цього) — латинська фраза за змістом близька до українських ідіом Цим самим чи Сам по собі, яка часто використовується як жаргон у різних філософських школах.

Термін також використовується у галузі юридичних наук і законодавства, через які він, власне, і перейшов з латинської мови як часто уживана фраза до більшості мов. Іван Франко часто використовував цю фразу в своїх публіцистичних чи художніх творах. Наприклад: «Гриць уживається eo ipso назвою простого чоловіка, пролетарія, якому не слід від життя надіятись якихось особливих розкошів, навіть у формі паляниці».

Часом зустрічається у формі eo ipso, quod (з лат., дослівно — власне тому, що), наприклад: Feminae formosae sunt plerumque superbae eo ipso, quod pulchrae sunt (з лат. — Жінки гарні здебільшого власне тому, що вони гарні).